# Gary Gray
Gary Michael Gray (Fort Cobb, Oklahoma, 23 de febrero de 1945) es un exjugador de baloncesto estadounidense que disputó una temporada en la NBA. Con 1,85 metros de estatura, jugaba en la posición de base.

## Trayectoria deportiva

### Universidad
Jugó durante tres temporadas con los Chiefs de la Universidad de Oklahoma City, en las que promedió 22,5 puntos y 3,1 rebotes por partido. Su mejor marca anotadora en un partido son los 55 puntos que le endosó a West Texas State en 1967.

### Profesional
Fue elegido en la vigésimo sexta posición del Draft de la NBA de 1967 por Cincinnati Royals, y también por los Dallas Chaparrals en la tercera ronda del draft de la ABA, fichando por los primeros. Allí jugó una temporada como suplente de Adrian Smith, promediando 2,4 puntos por partido.
Al año siguiente no fue protegido por su equipo, entrando en el Draft de Expansión que se produjo por la llegada de nuevos equipos a la liga, siendo elegido por Milwaukee Bucks, aunque finalmente no llegaría a firmar por ellos, retirándose del baloncesto en activo.

## Estadísticas de su carrera en la NBA

### Temporada regular
| Temporada | Edad | Equipo            | Liga | P  | TIT | MIN | TC  | TCA | %TC  | 3P | 3PA | %3P | TL  | TLA | %TL  | R.OF. | R.DEF. | REB | ASIS | ROB | TAP | PER | FP  | PTS |
| 1967-68   | 22   | Cincinnati Royals | NBA  | 44 |     | 6.3 | 1.1 | 3.0 | .366 |    |     |     | 0.2 | 0.2 | .700 |       |        | 0.5 | 0.6  |     |     |     | 1.1 | 2.4 |
| Total     |      |                   | NBA  | 44 |     | 6.3 | 1.1 | 3.0 | .366 |    |     |     | 0.2 | 0.2 | .700 |       |        | 0.5 | 0.6  |     |     |     | 1.1 | 2.4 |